# Colonizzazione del sistema solare esterno

Rapporto le dimensioni dei principali satelliti naturali del sistema solare e la Terra

La colonizzazione del sistema solare esterno è un'ipotesi che tiene conto del fatto che alcune lune dei pianeti del sistema solare hanno dimensioni sufficientemente grandi per una colonizzazione umana. Molte delle lune più grosse contengono ghiaccio d'acqua, acqua liquida e componenti organici che possono essere utili ad esempio come carburante. Le colonie nel sistema solare esterno possono anche servire come centro per studi a lungo termine sui pianeti e le loro lune. In particolare i componenti robotici possono essere controllati da remoto senza il tempo di attesa richiesto per comunicare dalla Terra. Ci sono anche proposte per l'uso di aerostati robotici nell'alta atmosfera dei pianeti giganti gassosi, per scopi di esplorazione e possibilmente di estrazione dell'elio-3, che può avere un alto valore per unità di massa come carburante termonucleare.

## Giove

### Europa
Il progetto Artemis ha creato un piano per la colonizzazione di Europa. Esso prevede che gli scienziati abitino in iglù e scavino nella crosta ghiacciata di Europa esplorando gli oceani sotterranei. È in discussione anche l'uso di "sacche d'aria" come abitazioni. La base in superficie userebbe anche strutture gonfiabili. L'esplorazione di Europa e dei suoi oceani, sotto la crosta di ghiaccio, avverrebbero tramite sottomarini.
Ci sono alcune difficoltà relative alla colonizzazione di Europa; un problema principale è determinato dall'alto livello di radiazioni generato dalla fascia radioattiva di Giove che è approssimativamente 10 volte più forte di quella terrestre. Un essere umano non è in grado di sopravvivere per un lungo periodo sulla superficie di Europa senza l'ausilio di un massivo scudo anti-radioattivo.

### Ganimede
In un futuro remoto, Ganimede, la luna di Giove, sarà un probabile posto per l'installazione di una base, essendo il più grande satellite del sistema solare e l'unico ad avere un campo geomagnetico. Ganimede orbita a sufficiente distanza da Giove perché la quantità di radiazione (pari quotidianamente ad 8 rem) che investe la superficie del satellite possa essere schermata con facilità, ma ancora sufficientemente vicino da risentire degli effetti del riscaldamento mareale. In accordo con i modelli sviluppati, ciò dovrebbe garantire la presenza di acqua liquida ed energia geotermica al di sotto della superficie. Su Ganimede, inoltre, ci sarebbe la possibilità di estrarre ghiaccio d'acqua, materiali carbonacei, metalli e silicati. Un grande svantaggio è rappresentato dalla posizione del satellite ben in profondità nel pozzo gravitazionale gioviano, che rende i viaggi da e per Ganimede costosi in termini d'energia, e quindi d'economia.

### Callisto
La NASA ha realizzato uno studio con nome in codice H.O.P.E. (in inglese significa speranza), acronimo di Human Outer Planet Exploration (esplorazione umana dei pianeti esterni). Tale studio è inerente alla futura esplorazione del sistema solare. La scelta è caduta su Callisto perché sarebbe possibile costruire una base di superficie che produrrebbe carburante per le prossime esplorazioni del sistema solare. Inoltre Callisto è all'esterno della fascia radioattiva di Giove ed è molto stabile dal punto di vista geologico. Per questi motivi sembra essere il posto migliore per la costruzione di una base spaziale. Questa base potrebbe essere usata anche come centro per l'esplorazione del sistema di satelliti di Giove.

## Saturno

### Titano
Nessun piano o studio serio è stato fatto riguardo ad una missione con equipaggio su Titano o ad una sua futura colonizzazione, almeno non al di fuori del campo fantascientifico. Una eccezione è il capitolo presente nel libro Entering Space (entrando nello spazio), di Robert Zubrin, che specula su come gli esseri umani possano far fronte ad un'esplorazione dell'ambiente presente sulla superficie di Titano. 
In base soprattutto agli ultimi dati inviati dalla sonda spaziale Cassini-Huygens sembra che la superficie di Titano sia relativamente giovane e attiva, che contenga grandi quantità di acqua ghiacciata e che sulla superficie siano presenti fiumi e laghi di idrocarburi (essenzialmente etano e metano) alimentati da un ciclo di evaporazione e precipitazione. 
Per questo motivo questa luna di Saturno potrebbe essere adatta alla colonizzazione, ma sono necessarie informazioni più accurate riguardanti la superficie e l'attività geologica di Titano. La presenza di una densa atmosfera e le condizioni meteorologiche sono due fattori da tenere in considerazione.

## Urano
Poiché Urano ha la più bassa velocità di fuga dei quattro pianeti gassosi giganti, è stato proposto come un posto per l'estrazione dell'elio-3. Se la supervisione umana per tale attività risultasse necessaria, allora si potrebbe usare uno dei satelliti naturali di Urano come base. Un'alternativa è di costruire città fluttuanti nella sua atmosfera con l'uso di palloni ripieni di idrogeno o altro gas leggero; grosse masse possono essere così sospese in aria ad una distanza tale da Urano per avere una gravità simile a quella terrestre. Anche gli altri pianeti gassosi potrebbero essere sfruttati allo stesso modo, ma non Giove a causa della sua enorme gravità, velocità di fuga e radiazione.

## Fascia di Kuiper e Nube di Oort
Si pensa che all'esterno dell'orbita di Urano esistano alcuni trilioni di comete o asteroidi di ghiaccio. Questi potrebbero possedere al loro interno tutti gli ingredienti necessari alla vita: acqua ghiacciata e componenti organici; comprese grandi quantità di elio-3 utilizzabile come carburante. Colonizzatori spediti a queste distanze dalla Terra potrebbero costruire abitazioni rotanti o scavarsi un'abitazione ed utilizzare reattori a fusione per centinaia o migliaia di anni prima di spostarsi. È stato ipotizzato che con questa pratica gli esseri umani potrebbero migrare verso un vicino sistema stellare, che potrebbe possedere una nube simile a quella di Oort, senza la necessità di possedere una grossa nave spaziale interstellare.